# 5125 Okushiri
5125 Okushiri è un asteroide della fascia principale. Scoperto nel 1989, presenta un'orbita caratterizzata da un semiasse maggiore pari a 2,4649903 UA e da un'eccentricità di 0,1597074, inclinata di 3,86512° rispetto all'eclittica.